# Camalaniugan
Camalaniugan é um município de  quarta classe de renda municipal (d) na província Cagayan, nas Filipinas. De acordo com o censo de 1 de maio  de  2020 possui uma população de 25 236 pessoas e 6 112 domicílios.